# Henry Fitz-Count, 1. Earl of Cornwall
Henry Fitz-Count, 1. Earl of Cornwall (auch Fitz-Earl, lat. Henricus filius Comitis; † 1222) war ein englischer Adliger.
Er war ein unehelicher Sohn von Reginald de Dunstanville, 1. Earl of Cornwall und damit Enkel König Heinrichs I. von England.
Nach dem Tod seines Vaters 1175 war das Earldom of Cornwall mangels legitimer Erben von der Krone eingezogen worden. In der Folgezeit diente Henry als Gouverneur von Portchester Castle in Hampshire. 1211 hatte er die Ämter des Sheriffs von Cornwall und Constable von Launceston Castle inne. 1216 übertrug ihm König Johann Ohneland die Nutzung aller Domänen des Counties Cornwall. Nach Johanns Tod wurde er am 7. Februar 1217 vom Regentschaftsrat für den minderjährigen König Heinrich III. in alle Würden seines Vaters eingesetzt und führte fortan den Titel Earl of Cornwall. Ob ihm dieser Titel wirksam verliehen wurde, ist in der Literatur umstritten.
Über die von ihm der Krone zu entrichtenden Abgaben entstanden in der Folgezeit Streitigkeiten, die soweit eskalierten, dass der Regentschaftsrat ein Ritterheer aufstellte, das am 1. September 1220 Exeter erreichte. Henry einigte sich daraufhin mit dem Regentschaftsrat darauf, dass er das County Cornwall und Launceston Castle einstweilen der Krone übergab und dafür eine sofortige Entschädigungszahlung in Höhe von 500 Mark und das Versprechen einer weiteren Zahlung von mindestens 600 Mark erhielt. Über Henrys Ansprüche auf das Earldom sollte von König Heinrich III. entschieden werden, sobald dieser volljährig werde.
Henry schloss sich daraufhin dem Fünften Kreuzzug an und reiste nach Outremer, wo er 1222 starb. Sein Tod kam einer Entscheidung über sein Earldom zuvor; da er keine Kinder hinterließ erlosch sein Anspruch mit seinem Tod.